# Club Atlético Basáñez
Il Club Atlético Basáñez, noto semplicemente come Basáñez, è una società calcistica di Montevideo, in Uruguay.

## Storia
Tra i più longevi club uruguaiani, fu fondato il 1º aprile 1920 dalla fusione di due squadre del quartiere di Malvín Norte, l'Artigas e il Volcan. Poiché l'Artigas sfoggiava divisa celeste e il Volcan rossa, la prima divisa del Basañez fu celeste e rossa. Solo in seguito, con l'ingresso di diversi simpatizzanti anarchici nel direttivo, il celeste fu sostituito con l'attuale nero.
Il nome del club fu scelto in onore di Tomás Basáñez, all'epoca proprietario di gran parte dei terreni a Malvín Norte.
Dopo decenni trascorsi nelle serie amatoriali, nel 1989 il Basáñez debuttò in Segunda División. Nel 1992 sfiorò la promozione in Primera División, per la verità ottenendola sul campo, ma venendo penalizzato di alcuni punti a causa di scontri tra tifosi e polizia dopo una partita.
Il Basáñez seppe comunque rifarsi l'anno seguente, potendo così debuttare in massima serie nel 1994. Già al termine della seconda stagione, nel 1995, però, il Basa tornò in seconda divisione.
A causa di problemi finanziari, il Basáñez non ha potuto disputare il campionato di Segunda División Profesional 2008-09, venendo così relegato in Segunda División Amateur.
Il 26 aprile 2009, nella prima partita del campionato di Clausura, il Basáñez ha conquistato la vittoria più larga della sua storia, travolgendo l'Albion per 15-0. I guai non sono però finiti per il club di Malvín Norte, che a causa del mancato pagamento dei debiti della precedente stagione è stato sospeso a partire dalla seconda giornata: in tutte le partite che avrebbe dovuto disputare la vittoria è stata pertanto assegnata a tavolino per 2-0 alle avversarie.

## Palmarès

### Competizioni nazionali
- Segunda División Profesional: 1

1993
- Segunda División Amateur: 1

1989
- Primera "D": 1

1972
- Divisional Extra: 1

1959

### Altri piazzamenti
- Campionato uruguaiano:

Terzo posto: Apertura 1994
- Segunda División Profesional de Uruguay:

Terzo posto: 1990, 1991, 1992
- Primera División Amateur de Uruguay:

Terzo posto: 2017